# Liste der denkmalgeschützten Objekte in Zams
Die Liste der denkmalgeschützten Objekte in Zams enthält die 30 denkmalgeschützten, unbeweglichen Objekte der Gemeinde Zams im Bezirk Landeck.

## Denkmäler
| Foto |                 | Denkmal | Standort                                             | Beschreibung | Metadaten |
| ---- | --------------- | --- | ---------------------------------------------------- | --- | --- |
| ja   | Datei hochladen | Floriansbrunnen HERIS-ID: 77529 Objekt-ID: 91159 TKK: 23997                                                                     | bei Bachgasse 10 Standort KG: Zams                   | Der Laufbrunnen mit Schnitzfigur des hl. Florian unter schützender Überdachung stammt aus dem 19. Jahrhundert. Der Brunnentrog ist mit 1933 bezeichnet. | BDA-Hist.: Q38149739 Status: § 2a Stand der BDA-Liste: 2025-06-30 Name: Floriansbrunnen GstNr.: 2589/1 Floriansbrunnen (Zams) |
| ja   | Datei hochladen | Altes Doktorhaus HERIS-ID: 40376 Objekt-ID: 40304 TKK: 23972                                                                    | Hauptplatz 6 Standort KG: Zams                       | Das alte Doktorhaus wurde nach dem Dorfbrand 1911 in Anlehnung an die barocken Formen des 18. Jahrhunderts wiedererrichtet. Seit 1985 ist es im Besitz der Gemeinde Zams. Der freistehende, zweigeschoßige Bau hat ein steiles Krüppelwalmdach und eine unregelmäßige Fassadengliederung. Erschlossen ist das Gebäude an der westlichen Giebelfassade über eine doppelläufige, gemauerte Freitreppe. An der östlichen Giebelfassade ein Bild hl. Christophorus neueren Datums. Im Inneren des Hauses sind noch gewölbte Kellerräume von Bau des 18. Jahrhunderts erhalten. | BDA-Hist.: Q37994454 Status: Bescheid Stand der BDA-Liste: 2025-06-30 Name: Altes Doktorhaus GstNr.: .27 Altes Doktorhaus (Zams) |
| ja   | Datei hochladen | Volksschule Zams HERIS-ID: 77468 Objekt-ID: 91097 TKK: 23961                                                                    | Hauptstraße 49 Standort KG: Zams                     | Zwischen 1903 und 1904 erbaut, 1949/50 und 1995/96 jeweils erneuert und renoviert. | BDA-Hist.: Q38149482 Status: § 2a Stand der BDA-Liste: 2025-06-30 Name: Volksschule Zams GstNr.: 183/2 Volksschule Zams |
| ja   | Datei hochladen | Kath. Pfarrkirche hl. Andreas mit freistehendem Turm HERIS-ID: 56065 Objekt-ID: 65038 TKK: 24036, 24037                         | Hauptstraße 51 Standort KG: Zams                     | Eine Kirche wurde erstmals 1271 urkundlich erwähnt. Der heutige Bau wurde nach dem Dorfbrand 1911 anstelle des Vorgängerbaus von 1695 nach Plänen von Josef Huter im neobarocken Stil errichtet. Der Saalbau mit zentralem Querschiff und eingezogenem, rundbogig schließendem Chor ist mit einem abgewalmten Satteldach versehen. Der Innenraum weist im Langhaus ein Mitteljoch mit Platzlgewölbe und kurzen, tonnengewölbten Querarmen auf, die übrigen Joche und Chor sind von einer Korbbogentonne überwölbt. Die Stuckmedaillons im Gewölbe zeigen Empire-Motive, die Deckenbilder wurden 1941 von Toni Kirchmayr geschaffen. Der freistehende Kirchturm nordöstlich der Pfarrkirche blieb vom barocken Vorgängerbau aus dem 17. Jahrhundert erhalten. Er wurde nach einem Brand 1764 erneuert und erhielt um 1912 seinen heutigen Abschluss durch Faltdach mit Laterne und Zwiebel. | BDA-Hist.: Q38069743 Status: § 2a Stand der BDA-Liste: 2025-06-30 Name: Kath. Pfarrkirche hl. Andreas mit freistehendem Turm GstNr.: .208, .21, 177 Pfarrkirche hl. Andreas, Zams                                                                                         |
| ja   | Datei hochladen | Straßenbrücke, Innbrücke HERIS-ID: 77455 Objekt-ID: 91084 TKK: 23966                                                            | Hauptstraße 81, in der Nähe Standort KG: Zams        | Die Innbrücke wurde 1929–1930 anstelle eines hölzernen Vorgängerbaus von 1830 nach der Planung von Karl Lehrmann errichtet. Die Beton-Dreigelenkbogenbrücke hat eine lichte Weite von 55 m und auskragende Brüstungsmauern. | BDA-Hist.: Q38149408 Status: § 2a Stand der BDA-Liste: 2025-06-30 Name: Straßenbrücke, Innbrücke GstNr.: 2605/1, 2606/1, 2652/1 Innbrücke (Zams) |
| ja   | Datei hochladen | Villa Haueis HERIS-ID: 77465 Objekt-ID: 91094 TKK: 117793seit 2017                                                              | Hauptstraße 90 Standort KG: Zams                     | Die Villa wurde 1909 im Stil des Späthistorismus mit Elementen des Heimatstils errichtet. Die Fassaden sind abwechslungsreich mit Erkern, Bundwerkgiebeln und Veranden gestaltet, das Innere weist einen herrschaftlichen Grundriss mit Raumanordnung um eine zentrale Halle auf und besitzt noch großteils Riemenböden und Türen aus der Erbauungszeit. Renoviert 2023. | BDA-Hist.: Q38149465 Status: Bescheid Stand der BDA-Liste: 2025-06-30 Name: Villa Haueis GstNr.: .190 |
| ja   | Datei hochladen | Bauernhaus HERIS-ID: 40377 Objekt-ID: 40305 TKK: 23950                                                                          | Hauptstraße 110 Standort KG: Zams                    | Der Einhof stammt im Kern vermutlich aus dem 17. Jahrhundert. Rückwärts schließt in Firstlinie ein Wirtschaftsgebäude an und südostseitig ist ein schmales Nebenhaus angebaut. Zweigeschoßiger Mauerbau auf erhöhtem Kellergeschoß mit Mittelflurgrundriss, darüber Satteldach und Bundwerkgiebel. Die Giebelfassade ist über eine doppelläufige, gemauerte Freitreppe und ein Rechteckportal erschlossen. Wandmalerei Heiliger Wandel aus der 2. Hälfte des 17. Jahrhunderts. Innen tonnengewölbte Rauchküche und eine getäfelte Stube mit Felderdecke (bez. 1793). Der rückwärtige Wirtschaftsteil ist breiter als das Wohnhaus und in Blockbauweise ausgeführt. Er hat einen kleinen Söller an der Ostseite. Das Haus hat im Laufe der Zeit nur geringfügige Veränderungen erfahren. Es ist ein bemerkenswertes Zeugnis der im Oberinntal herrschenden Baukultur. | BDA-Hist.: Q37994465 Status: Bescheid Stand der BDA-Liste: 2025-06-30 Name: Bauernhaus GstNr.: .51/1 Hauptstrasse 110 (Zams) |
| ja   | Datei hochladen | Klosterkirche hl. Josef mit Klosterfriedhof HERIS-ID: 56064 Objekt-ID: 65036 TKK: 24039                                         | bei Klostergasse 10 Standort KG: Zams                | Die Klosterkirche der Barmherzigen Schwestern wurde ab 1872 nach Plänen von Josef von Stadl im neuromanischen Stil erbaut und 1877 geweiht. 1958–1960 wurde sie nach Plänen von Ingo Feßler umgestaltet. Die nordöstlich in den Klosterkomplex eingebundene Kirche ist ein einschiffiger, vierachsiger Bau mit stark eingezogener, niedriger Rundapsis. Die Fassaden sind mit farbiger Ecksteinquaderung an Lisenen, Mauerkanten sowie Fenster- und Türöffnungen betont. Die Glasfenster wurden 1959 von Margarethe Gabrielli-Kapferer geschaffen, die Kanzel 1959 von Josef Baumgartner. | BDA-Hist.: Q64512482 Status: § 2a Stand der BDA-Liste: 2025-06-30 Name: Klosterkirche hl. Josef mit Klosterfriedhof GstNr.: .73/5, .73/8, 323 Klosterkirche Zams |
| ja   | Datei hochladen | Anlage Mutterhaus der Barmherzigen Schwestern Zams HERIS-ID: 77564 Objekt-ID: 91194 TKK: 61917                                  | Klostergasse 10 Standort KG: Zams                    | Das Mutterhaus der Barmherzigen Schwestern wurde nach einem Brand 1872 nach Plänen von Josef von Stadl neu gebaut. 1882/83 wurde es um ein Exerzitienhaus, 1992/93 um ein Internatsgebäude erweitert. Der vierflügelige Komplex ist um einen Innenhof angeordnet, im Nordosten schließt die Klosterkirche an. Die Fassaden sind mit farbiger Ecksteinquaderung an den Mauerkanten sowie den Fenster- und Türöffnungen betont. | BDA-Hist.: Q2658957 Status: § 2a Stand der BDA-Liste: 2025-06-30 Name: Anlage Mutterhaus der Barmherzigen Schwestern Zams GstNr.: .73/4, 325, .73/6, .73/12, .73/14, .73/15, 313/1, 313/2, 315/1, 316, 332/2, 334, 345, .73/7 Mutterhaus der Barmherzigen Schwestern Zams |
| ja   | Datei hochladen | Kapelle an der Innbrücke HERIS-ID: 77456 Objekt-ID: 91085 TKK: 23984                                                            | bei Lötz 4 Standort KG: Zams                         | Die Kapelle an der Innbrücke wurde anlässlich von Straßenarbeiten 1987 anstelle eines Vorgängerbaues, vermutlich aus dem 18. Jahrhundert, an einem neuen Platz auf der gegenüberliegenden Flussseite wieder errichtet. Die Kapelle erinnert an die Kämpfe von 1703 und den Abbruch der Zammer Innbrücke. Die offene, bildstockartige, gemauerte Kapelle hat ein Pyramidendach mit Holzschindeldeckung. Hinter einem Schmiedeeisengitter befindet sich im Chor ein Holzrelief von Franz Xaver Hauser. | BDA-Hist.: Q38149424 Status: § 2a Stand der BDA-Liste: 2025-06-30 Name: Kapelle an der Innbrücke GstNr.: 768 Kapelle an der Innbrücke (Zams) |
| ja   | Datei hochladen | Kapelle Madau HERIS-ID: 56067 Objekt-ID: 65040 TKK: 23985                                                                       | nördlich Madau 28 Standort KG: Zams                  | Die gemauerte Kapelle mit dreiseitigem Chor, steilem, geschmiegtem Satteldach und hölzernem, verschindeltem Dachreiter mit Zeltdach wurde 1629 errichtet. An der Giebelfassade befinden sich eine Segmentbogentür und eine gemalte Sonnenuhr. Der Innenraum weist eine hölzerne Felderdecke auf. | BDA-Hist.: Q38069774 Status: § 2a Stand der BDA-Liste: 2025-06-30 Name: Kapelle Madau GstNr.: .483 Kapelle Madau |
| ja   | Datei hochladen | Widum mit Pfarrstadel, Nebengebäuden und Einfriedungsmauer HERIS-ID: 56066 Objekt-ID: 65039 TKK: 24038                          | Pfarrgasse 1 Standort KG: Zams                       | Das Widum liegt nördlich der Pfarrkirche. Der langgestreckte, zweigeschoßige Mauerbau über rechteckigem Grundriss hat ein steiles Satteldach und einen im Norden angebautem Treppenturm. Der Bau ist im Kern spätgotisch, 2008 erfolgte die Adaptierung der Räumlichkeiten im Obergeschoß für Pfarrzwecke. Erdgeschoßfenster und Türen haben teils spätgotische, verstäbte Steingewände. Der gemauerte Turm ist ab dem zweiten Obergeschoß polygonal mit abgeschrägten Ecken, darüber vorkragender, einstöckiger, über das Dach des Widums hinausragender, hölzerner Turm mit Fenstern und Zeltdach. Das Pfarrhaus ist im Erdgeschoß durch ein gotisches Portal mit Kreuzstäben im Gewände erschlossen. Innen gratgewölbter Flur und gotische Portale, im Keller Stichkappentonne und zahlreiche Baudetails aus gotischer Zeit. | BDA-Hist.: Q38069753 Status: § 2a Stand der BDA-Liste: 2025-06-30 Name: Widum mit Pfarrstadel, Nebengebäuden und Einfriedungsmauer GstNr.: .23 Widum (Zams) |
| ja   | Datei hochladen | Friedhof hl. Andreas HERIS-ID: 77462 Objekt-ID: 91091 TKK: 116477                                                               | bei Pfarrgasse 1 Standort KG: Zams                   | Der Friedhof befindet sich südwestlich der Pfarrkirche und ist teilweise von einer Mauer umgeben. Der Friedhof geht auf das 17. Jahrhundert zurück. Auf ihm befindet sich die Aufbahrungshalle. | BDA-Hist.: Q38149451 Status: § 2a Stand der BDA-Liste: 2025-06-30 Name: Friedhof hl. Andreas GstNr.: 179/2, .211, 179/3, 179/4 Friedhof Zams |
| ja   | Datei hochladen | Aufbahrungshalle, Totenkapelle HERIS-ID: 77461 Objekt-ID: 91090 TKK: 116476                                                     | Pfarrgasse 3, in der Nähe Standort KG: Zams          | Die Aufbahrungshalle auf dem Friedhof wurde im 20. Jahrhundert erbaut. | BDA-Hist.: Q38149437 Status: § 2a Stand der BDA-Liste: 2025-06-30 Name: Aufbahrungshalle, Totenkapelle GstNr.: 179/1 Aufbahrungshalle Zams |
| ja   | Datei hochladen | Wehranlage, Sperrmauer Lötz HERIS-ID: 23223 Objekt-ID: 19573 TKK: 23974                                                         | Römerweg 17 Standort KG: Zams                        | Die Befestigungsanlage liegt an einer natürlichen Engstelle am Ausgang des Zammerlochs am linken Innufer. Sie markierte einst die Grenze des Burgfriedens Schrofenstein. Die Ende des 15./Anfang des 16. Jahrhunderts errichtete Talsperre bestand aus drei Türmen, die durch eine lange Wehrmauer verbunden waren. Der oberste Turm steht auf einem Felsabsatz, der mittlere wurde zu einem Wohnhaus umgestaltet. Der unterste Turm stand am Innufer, er wurde im 19. Jahrhundert durch ein Hochwasser zerstört und nicht mehr aufgebaut. Die Mauern wurden später teilweise beim Bau von Gebäuden einbezogen. | BDA-Hist.: Q37875042 Status: Bescheid Stand der BDA-Liste: 2025-06-30 Name: Wehranlage, Sperrmauer Lötz GstNr.: 880, .119/1, .119/3, .119/2, 878 Wehranlage Lötz |
| ja   | Datei hochladen | Krankenhaus St. Vinzenz HERIS-ID: 45112 Objekt-ID: 46010 TKK: 23965                                                             | Sanatoriumstraße 43 Standort KG: Zams                | Das Krankenhaus wurde 1811 als privates Krankenhaus der Barmherzigen Schwestern Zams errichtet und nach einem Brand 1870 neu erbaut, seit 1881 ist es ein Öffentliches Krankenhaus. 1908–1910 wurde es durch einen Zubau erweitert, 1930–1934 der Nordtrakt nach Plänen von Willibald Braun errichtet. Die Anlage über U-förmigem Grundriss umschließt einen Innenhof, das ursprüngliche Hauptgebäude von 1910 bildet den nordöstlichen Flügel, der 1934 durch einen rechtwinklig geknickten Verbindungstrakt mit dem neu errichteten südwestlichen Bettentrakt verbunden wurde. Dieser ist ein langgestreckter, leicht geschwungener, viergeschoßiger Bau mit Flachdach, nach Norden ist er fünfgeschoßig durch turmartige Risaliten mit Walmdach und Dachhäuschen abgeschlossen. 1950 und 1990 wurden weitere Trakte angebaut. Der an den Nordtrakt südlich anschließende Kapellentrakt mit Turm wurde um 1934 ebenfalls nach Plänen von Willibald Braun errichtet. Die Kapelle ist ein dreiachsig gegliederter Raum mit erhöhter Mittelachse mit Betonbalkendecke. Die Entwürfe für die Glasfenster und das Wandbild des hl. Vinzenz stammen von Carl Rieder. Anmerkung: Standort eventuell näherungsweise angegeben. | BDA-Hist.: Q38013376 Status: Bescheid Stand der BDA-Liste: 2025-06-30 Name: Krankenhaus St. Vinzenz GstNr.: .73/1 Krankenhaus St. Vinzenz Zams |
| ja   | Datei hochladen | Ölberg Zams HERIS-ID: 77563 Objekt-ID: 91193 TKK: 23978                                                                         | Standort KG: Zams                                    | Das malerisch im Wald nördlich von Zams gelegene Ensemble besteht aus der Ölbergnische, einer Lourdesgrotte sowie unterhalb der Felswand aufgestellten Betbänken unter einem hölzernen Pultdach. Die Ölbergnische wurde in der 2. Hälfte des 19. Jahrhunderts erbaut, in den steilen Fels ist eine Rundbogennische eingelassen mit halbhohem Gitter und geschnitzter Ölberggruppe (Christus mit zwei Engeln). Die Lourdesgrotte links daneben stammt aus dem 1. Viertel des 20. Jahrhunderts, sie befindet sich in einer natürlichen Höhlung im steilen Fels, darin eingestellte Gipsfiguren der Lourdesmadonna und eines knienden Engels. | BDA-Hist.: Q38149866 Status: § 2a Stand der BDA-Liste: 2025-06-30 Name: Ölberg Zams GstNr.: 2689/1 Ölberg (Zams) |
| ja   | Datei hochladen | Ölbergkapelle HERIS-ID: 77548 Objekt-ID: 91178 TKK: 24033                                                                       | nordwestlich Falterschein 80 Standort KG: Zamserberg | Der gemauerte Kapellenbildstock mit Pyramidendach wurde vermutlich in der zweiten Hälfte des 19. Jahrhunderts errichtet. In der tiefen Rundbogennische befindet sich ein Bild mit Christus am Ölberg. | BDA-Hist.: Q38149776 Status: § 2a Stand der BDA-Liste: 2025-06-30 Name: Ölbergkapelle Falterschein GstNr.: 1243 Ölbergkapelle Falterschein, Zams |
| ja   | Datei hochladen | Friedhof HERIS-ID: 77552 Objekt-ID: 91182 TKK: 116475                                                                           | gegenüber Falterschein 83 Standort KG: Zamserberg    | Der nordwestlich und nördlich an die Kirche von Falterschein anschließende, von einem Holzzaun umgebene Friedhof wurde nach 1708 angelegt. | BDA-Hist.: Q38149799 Status: § 2a Stand der BDA-Liste: 2025-06-30 Name: Friedhof Falterschein GstNr.: 1129 Friedhof Falterschein, Zams |
| ja   | Datei hochladen | Kath. Filialkirche Mariae Reinigung HERIS-ID: 56062 Objekt-ID: 65034 TKK: 24035                                                 | Falterschein Standort KG: Zamserberg                 | Eine 1669 erbaute Kapelle wurde 1708 vergrößert und 1713 geweiht. Der hoch über dem Inntal gelegene schlichte Bau besteht aus einem dreijochigen Langhaus mit fünfseitig geschlossener Apsis und einem Turm mit kurzem Giebelspitzhelm. Im Inneren ist das mit Pilastern gegliederte Langhaus durch einen abgefasten Triumphbogen mit Kämpfergesimsen von der Apsis getrennt. Das Gewölbe ist mit Stuck im Stil des 17. Jahrhunderts versehen. | BDA-Hist.: Q38069717 Status: § 2a Stand der BDA-Liste: 2025-06-30 Name: Kath. Filialkirche Mariae Reinigung GstNr.: 1129 Expositurkirche Mariä Reinigung (Falterschein)                                                                                                   |
| ja   | Datei hochladen | Kapelle hl. Gallus HERIS-ID: 59766 Objekt-ID: 71339 TKK: 23988                                                                  | Grist 54 Standort KG: Zamserberg                     | Die gemauerte zweijochige Kapelle mit eingezogenem dreiseitigem Chor mit 3/8-Schluss, Satteldach und hölzernem Dachreiter mit verschindeltem Spitzhelm wurde 1686 geweiht. An der Giebelfassade befindet sich ein überdachtes Korbbogenportal mit Holztür, flankiert von Segmentbogenfenstern. Alle Fenster- und Türöffnungen sind durch Putzfaschen betont. Der Innenraum wird von einer Stichkappentonne mit dekorativer Malerei überwölbt. | BDA-Hist.: Q38088656 Status: § 2a Stand der BDA-Liste: 2025-06-30 Name: Kapelle hl. Gallus GstNr.: .112 Kapelle hl. Gallus, Zams |
| ja   | Datei hochladen | Prähistorischer Siedlungs- und Kultplatz HERIS-ID: 112179 Objekt-ID: 130248 TKK:                                                | Kronburg Standort KG: Zamserberg                     | Auf dem Burghügel der Kronburg befand sich vermutlich eine prähistorische Höhensiedlung, wie archäologische Funde nahelegen. Zu den Funden, die im Tiroler Landesmuseum aufbewahrt werden, zählen Bronzestäbchen und ein Prunkmesser aus Bronze, das vermutlich in der frühen Hallstattzeit hergestellt wurde. Die wahrscheinlich kultisch genutzten Gegenstände lassen eine Opferstätte vermuten. Anmerkung: Großflächiges Waldgrundstück | BDA-Hist.: Q37829142 Status: Bescheid Stand der BDA-Liste: 2025-06-30 Name: Prähistorischer Siedlungs- und Kultplatz GstNr.: 427/1 |
| ja   | Datei hochladen | Klostergebäude der Barmherzigen Schwestern (ehem. Schulschwestern), sog. Klösterle HERIS-ID: 77560 Objekt-ID: 91190 TKK: 116474 | Kronburg 103 Standort KG: Zamserberg                 | Der dreigeschoßige Mauerbau mit Walmdach und gemalter Lisenengliederung wurde 1848 errichtet. | BDA-Hist.: Q38149844 Status: § 2a Stand der BDA-Liste: 2025-06-30 Name: Klostergebäude der Barmherzigen Schwestern (ehem.Schulschwestern)/sog. Klösterle GstNr.: .72 Zammerberg Klösterle                                                                                 |
| ja   | Datei hochladen | Kronburg HERIS-ID: 43609 Objekt-ID: 44246 TKK: 23990                                                                            | nördlich Kronburg 105 Standort KG: Zamserberg        | Errichtet Ende des 14. Jahrhunderts und seit Mitte des 18. Jahrhunderts dem Verfall preisgegeben. | BDA-Hist.: Q1012745 Status: Bescheid Stand der BDA-Liste: 2025-06-30 Name: Kronburg GstNr.: .73, 427/1 Kronburg, Zams |
| ja   | Datei hochladen | Widum Kronburg mit Hauszeichen HERIS-ID: 56063 Objekt-ID: 65035 TKK: 29277                                                      | Kronburg 105 Standort KG: Zamserberg                 | Das Widum ist Teil des Ensembles von Widum, Kloster, Mesnerhaus und Gasthaus auf einer Sattelhöhe südlich der auf einem Bergfelsen thronenden Kronburg. Es besteht aus einem zweigeschoßigen Mauerbau, der vermutlich im Kern aus der Mitte des 19. Jahrhunderts stammt, und weist ein Satteldach und Bundwerkgiebel auf. An der Südfassade wurden die Wandbilder Sonnenuhr und Maria-Hilf geschaffen. Mauerkanten am Gebäude wurden durch Quadermalerei betont. | BDA-Hist.: Q38069728 Status: § 2a Stand der BDA-Liste: 2025-06-30 Name: Widum Kronburg mit Hauszeichen GstNr.: .73 |
| ja   | Datei hochladen | Kath. Filial- und Wallfahrtskirche Mariahilf HERIS-ID: 58934 Objekt-ID: 69832 TKK: 24040                                        | gegenüber Kronburg 107 Standort KG: Zamserberg       | Die schlichte barocke Kirche wurde anstelle einer 1673 erbauten Kapelle 1711–1714 errichtet und 1718 geweiht, der Turm mit Giebelspitzhelm wurde 1912 angefügt. Das dreijochige Langhaus mit fünfseitig schließendem Chor weist eine Stichkappentonne über Pilastern mit Kämpfergesimsen und einen abgefasten, rundbogigen Triumphbogen auf. Das Gewölbe ist mit Stuckbändern an den Graten und barocken Deckenbildern in Medaillons mit szenischen Heiligendarstellungen aus der Mitte des 18. Jahrhunderts versehen. | BDA-Hist.: Q38085348 Status: § 2a Stand der BDA-Liste: 2025-06-30 Name: Kath. Filial- und Wallfahrtskirche Mariahilf GstNr.: .71 Kaplaneikirche Kronburg, Zams |
| ja   | Datei hochladen | Friedhof Kronburg HERIS-ID: 77556 Objekt-ID: 91186 TKK: 116473                                                                  | gegenüber Kronburg 107 Standort KG: Zamserberg       | Der Friedhof liegt im Nordosten der Wallfahrtskirche und ist von einer Mauer umgeben. Er wurde Ende des 19. Jahrhunderts errichtet. | BDA-Hist.: Q38149810 Status: § 2a Stand der BDA-Liste: 2025-06-30 Name: Friedhof Kronburg GstNr.: .71 Friedhof Kronburg, Zams |
| ja   | Datei hochladen | Aufbahrungshalle/Totenkapelle Kronburg HERIS-ID: 77558 Objekt-ID: 91188 TKK: 116472                                             | gegenüber Kronburg 107 Standort KG: Zamserberg       | Die Aufbahrungshalle liegt im Nordosten der Wallfahrtskirche. Sie wurde im 20. Jahrhundert errichtet. Das Satteldach ist giebelseitig vorhallenartig vorgezogen und ruht auf zwei Rundsäulen aus Beton. Doppelflügelige, rechteckige Eingangstür mit drüber liegendem Rundfenster. | BDA-Hist.: Q38149823 Status: § 2a Stand der BDA-Liste: 2025-06-30 Name: Aufbahrungshalle/Totenkapelle Kronburg GstNr.: .71 Totenkapelle Kronburg, Zams |
| ja   | Datei hochladen | Kapelle HERIS-ID: 77543 Objekt-ID: 91173 TKK: 23989                                                                             | gegenüber Lahnbach 46 Standort KG: Zamserberg        | Die gemauerte, zweijochige Kapelle mit dreiseitigem Chor, geschmiegtem Satteldach und offenem, hölzernen Dachreiter mit verschindeltem Pyramidendach wurde 1774 erbaut. An der Giebelseite befindet sich ein Segmentbogenportal mit Holztür, im Giebelfeld ein gemaltes Doppelkreuz. Das Innere ist mit einem Tonnengewölbe versehen. | BDA-Hist.: Q38149761 Status: § 2a Stand der BDA-Liste: 2025-06-30 Name: Kapelle Lahnbach GstNr.: .176 Kapelle Lahnbach, Zams |
| ja   | Datei hochladen | Kapelle Schwaighof HERIS-ID: 77539 Objekt-ID: 91169 TKK: 23986                                                                  | bei Schwaighof 37 Standort KG: Zamserberg            | Die Kapelle wurde 1978/79 anstelle eines vermutlich aus dem 18. Jahrhundert stammenden Vorgängerbaus, der einem Straßenbau weichen musste, errichtet. Die Pläne für die gemauerte Kapelle über rechteckigem Grundriss stammen von Franz Ladner aus Zams. Die auffällige Dachkonstruktion besteht aus einem offenen Satteldach mit Glockenstuhl und zwei Glocken und einem Pyramidendach mit lang gezogenem westlichen Teil. Der Innenraum ist mit Holz verschalt. | BDA-Hist.: Q38149751 Status: § 2a Stand der BDA-Liste: 2025-06-30 Name: Kapelle Schwaighof GstNr.: 185/2 Kapelle Schwaighof, Zams |

## Ehemalige Denkmäler
| Foto |                 | Denkmal                                              | Standort                             | Beschreibung | Metadaten |
| ---- | --------------- | ---------------------------------------------------- | ------------------------------------ | --- | --- |
| ja   | Datei hochladen | Prähistorische Höhensiedlung auf der Galugg bis 2011 | Galugg Standort KG: Zams, Zamserberg | Bei archäologischen Grabungen wurden Reste einer bronzezeitlichen Siedlung gefunden. Bei den festgestellten Strukturen handelte es sich um mehrere Gruben, Pfostensetzungen, eine mögliche Feuerstelle und eine Steinreihe, vermutlich das Fundament einer Mauer. Zu den Funden gehören zahlreiche Keramik- und Tierknochenfragmente sowie Hüttenlehm. Die Funde legen eine Besiedelung von der Frühbronzezeit bis in die Urnenfelderzeit (etwa vom 16./15. bis zum 9. Jahrhundert v. Chr.) nahe. Anmerkung: Großflächiges Wald- und Wiesengrundstück. | WD-Item: fehlt! Status: Bescheid Stand der BDA-Liste: 2011-05-30 Name: Prähistorische Höhensiedlung auf der Galugg GstNr.: 2044/1, 2049/1, 1, 2, 3, 4, 5, 6, 7, 8, 10, 11, 12, 13, 14, 15, 16, 18, 19, 20, 22, 23, 24, 31, 32, 33, 34, 35, 36, 37, 25/1, 30, 25/2, 26, 38 |